# 一報還一報
《一報還一報》（英語：Measure for Measure）是威廉·莎士比亞創作於1603年或1604年，首次於1604年上演的戲劇，並於1623年收錄於《第一對開本》中。
本劇以維也納的代理統治者、嚴苛的清教徒安傑洛為核心，他在公爵文森西奧假扮成修士暗中觀察的情況下，以通姦罪迫害名叫克勞迪奧的年輕人，並將他判處死刑。當克勞迪奧的妹妹、一位純潔無瑕的修女伊莎貝拉為兄長求情時，安傑洛卻不可自拔地愛上了她。
《一報還一報》在《第一對開本》中被歸類為喜劇，與莎士比亞其他喜劇一樣，運用了文字遊戲和諷刺，以及偽裝和替代身份等情節手法。然而，該劇亦融入了悲劇元素，如死刑和深刻的獨白，其中克勞迪奧的演講與《哈姆雷特》的經典演講不相上下，因此常被視為莎士比亞問題劇之一，其情感和語調充滿模糊地帶。

## 角色
- 文森西奧 – 維也納公爵，也以修士洛多維克的身份出現
- 安傑洛 – 公爵的副手
- 瑪麗安娜 – 安傑洛的前戀人
- 艾斯卡勒斯 – 在安傑洛手下工作的古老貴族
- 一位法官 – 艾斯卡勒斯的朋友
- 監獄長 – 管理監獄
- 艾博森 – 劊子手
- 巴納丁 – 囚犯
- 克勞迪奧 – 因使未婚女子懷孕而入獄的年輕人
- 朱麗葉 – 克勞迪奧的戀人，懷有他們的孩子
- 伊莎貝拉 – 克勞迪奧的妹妹，初學修女
- 弗朗西斯卡 – 修女
- 老闆娘 奧弗頓 – 一家妓院的經理
- 龐貝 – 皮條客
- 盧修 – 一個「奇特」的人
- 兩位紳士 – 盧修的朋友
- 弗羅斯 – 愚蠢的紳士
- 艾爾博 – 頭腦簡單的警官
- 湯馬斯 – 修士
- 彼得 – 修士
- 瓦里厄斯 (無對白) – 公爵的朋友

## 概要

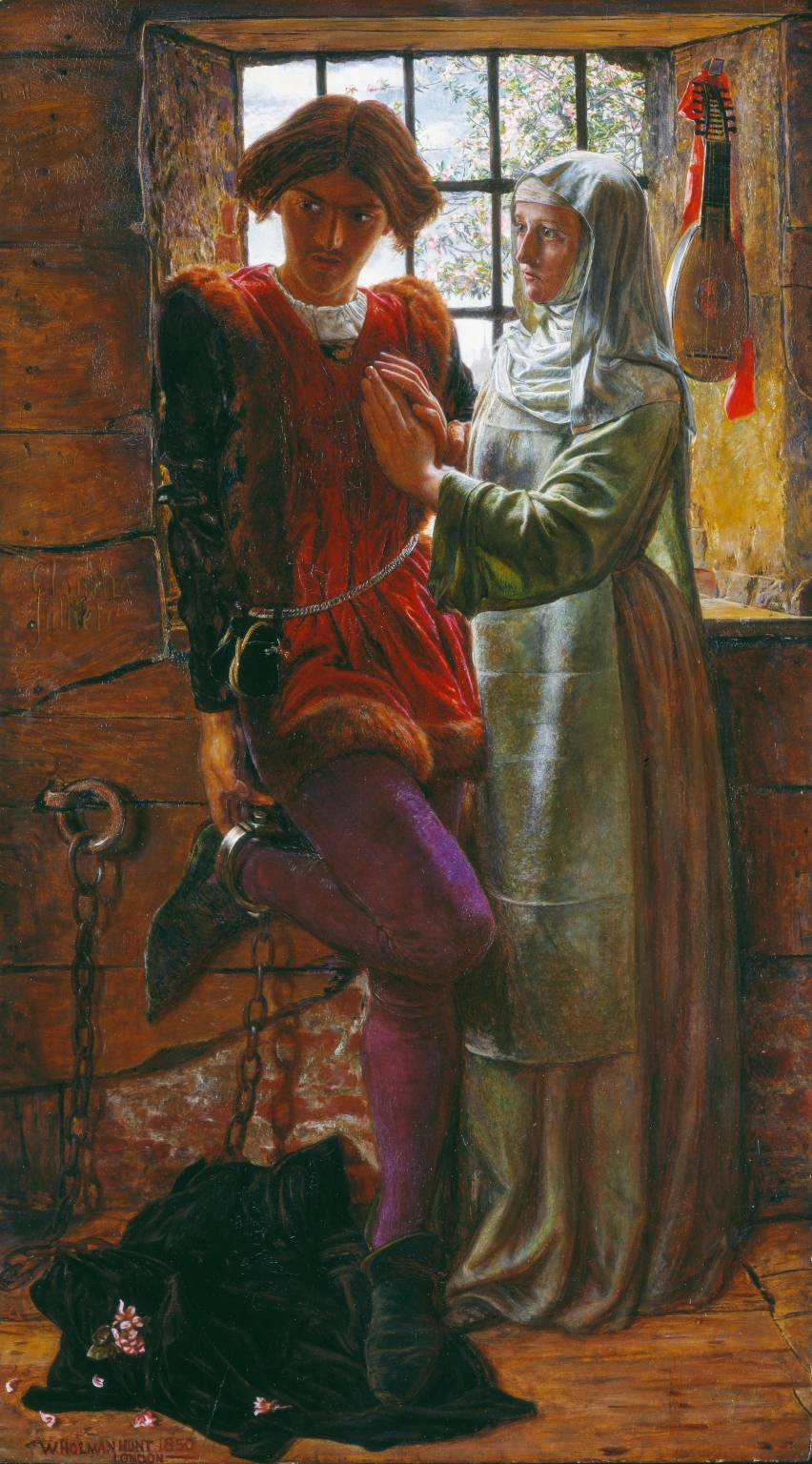
威廉·霍爾曼·亨特的《克勞迪奧和伊莎貝拉》（1850年）

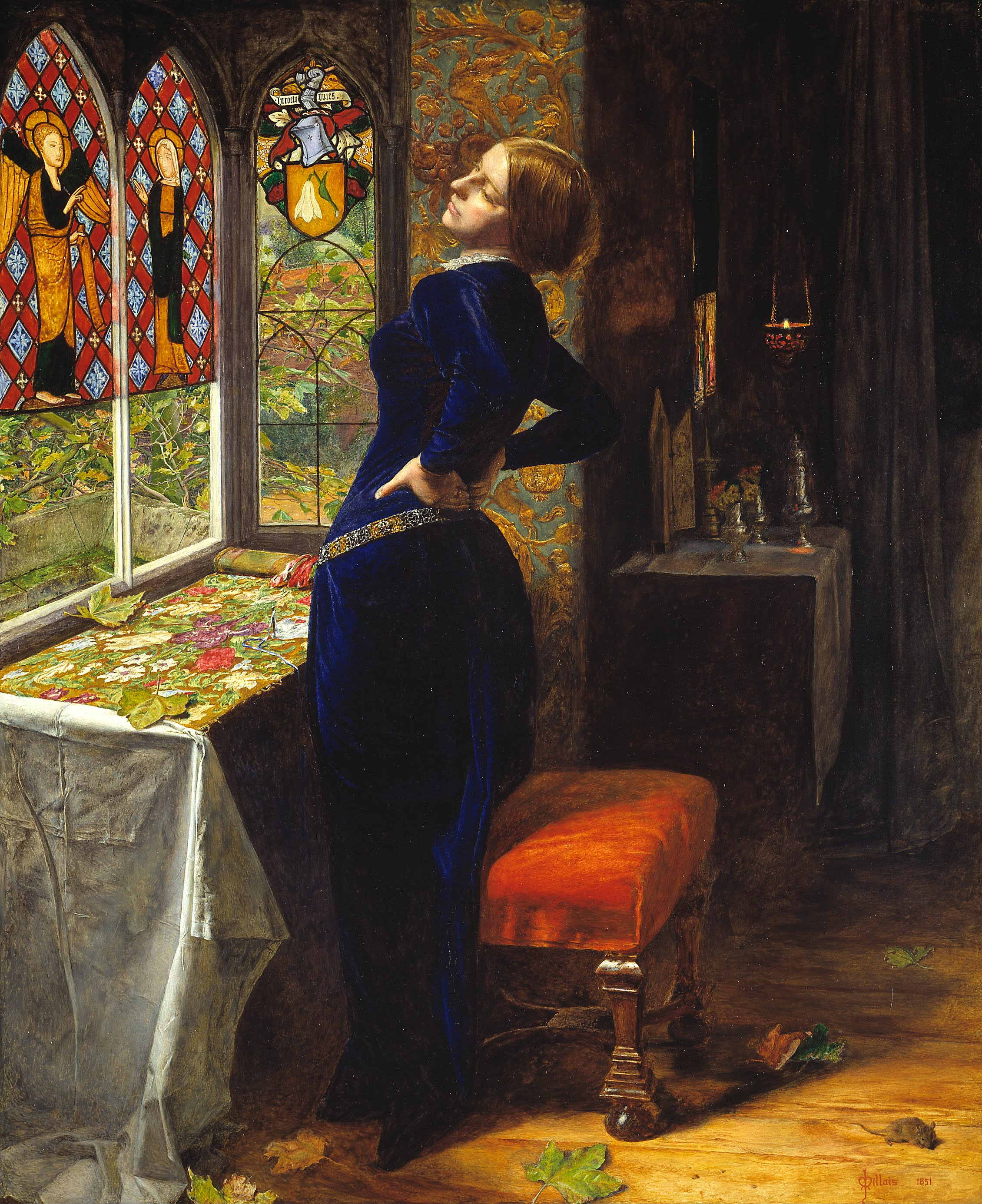
約翰·埃弗里特·米萊的《瑪麗安娜》（1851年）

維也納公爵文森西奧因外交任務需暫離城市，故任命嚴格的法官安傑洛代理統治，直至他返回。
接下來的場景中，盧修和幾位士兵在街頭討論宗教、賣淫及性病問題，期望戰後能找到工作。此時，附近妓院的老闆娘奧弗頓插話批評他們的言論輕浮。她拿他們與相對正直的克勞迪奧相比，並透露克勞迪奧因婚外性行為即將被處決的消息。盧修聽後驚訝，急忙離開。奧弗頓的員工龐貝帶來另一則令人不安的消息：安傑洛已下令將所有郊區的妓院拆除。

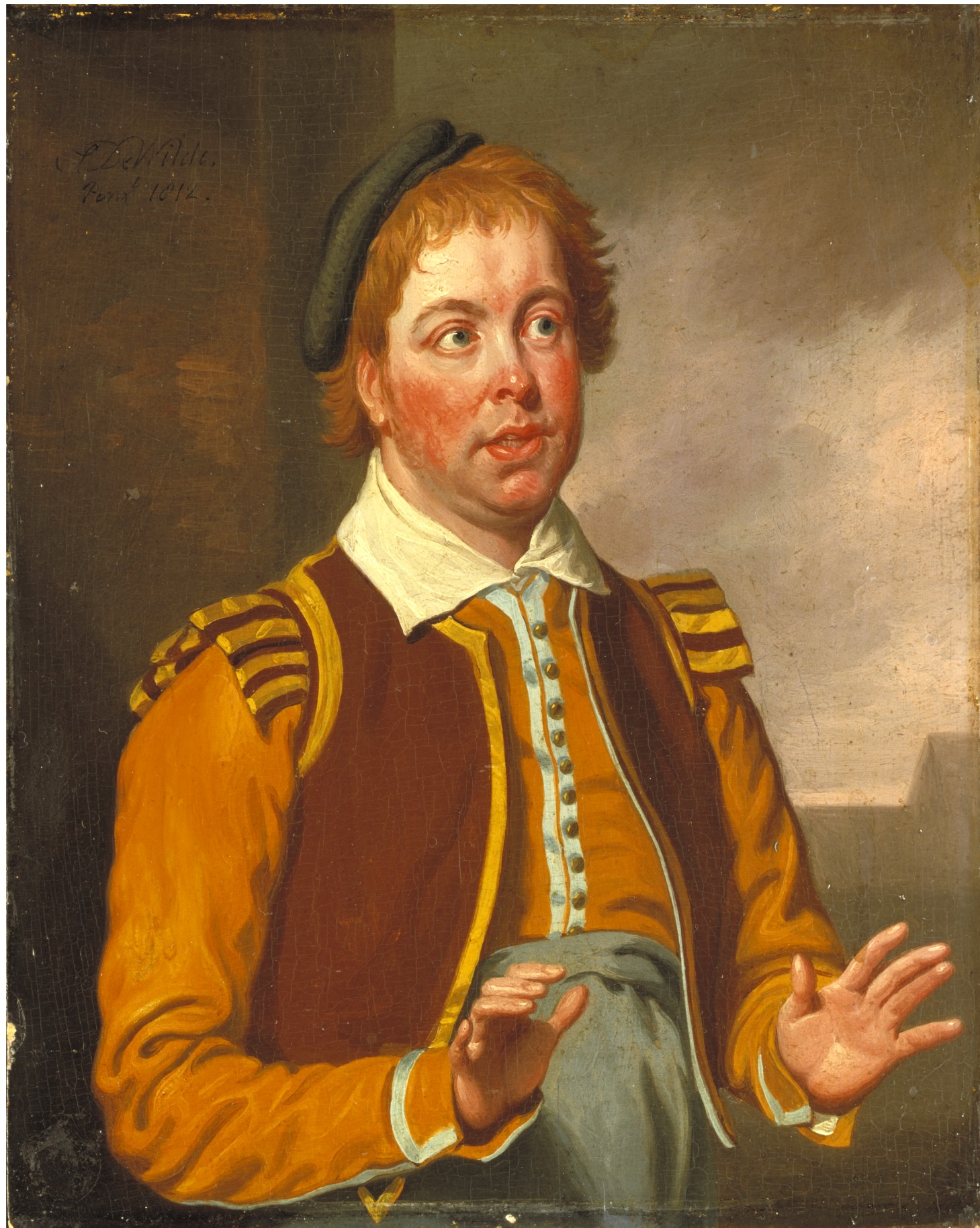
十九世紀演員約翰·李斯頓飾演的龐貝

克勞迪奧在典獄長的監送下路過，向盧修解釋了自己的處境。他原本打算與朱麗葉結婚，但由於法律手續未完成，朱麗葉懷孕時他們仍被視為未婚。安傑洛嚴格執行了文森西奧放鬆的法律，根據一項過時的法條，將通姦定罪死刑。盧修聽後，便前往拜訪克勞迪奧的妹妹、初學修女伊莎貝拉，希望她能向安傑洛求情。
伊莎貝拉在得知情況後，迅速獲得與安傑洛的會面機會，為克勞迪奧辯護。安傑洛卻漸被對伊莎貝拉的慾望所困，最終提出若伊莎貝拉願意獻出貞操，便放克勞迪奧一命。伊莎貝拉堅決拒絕並威脅要公開他的行徑，但安傑洛指出沒人會相信她而非他的聲譽。伊莎貝拉訪問了獄中的兄弟，勸他準備好迎接死亡。絕望中的克勞迪奧懇求伊莎貝拉救命，但伊莎貝拉內心掙扎後，仍然堅持自己的決定，認為屈服於安傑洛將犧牲自己和克勞迪奧的靈魂，僅為拯救克勞迪奧短暫的人間生活。

## 外部連結
- 《一報還一報》 - Standard Ebooks

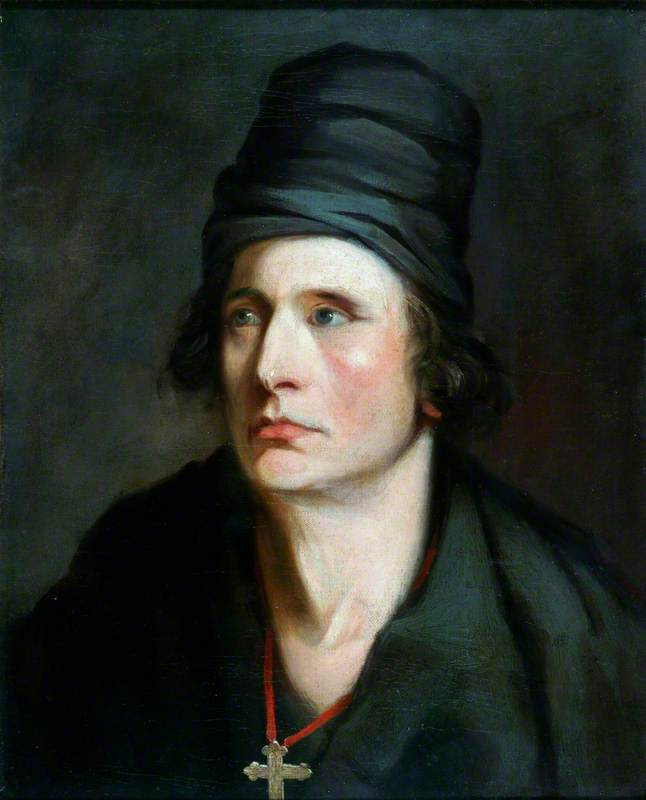
約翰·菲利普·肯布爾在1794年版《量刑》中飾演文森西奧

- Measure for Measure - 古腾堡计划

 LibriVox中的公有领域有声书《Measure for Measure》
- Measure for Measure （页面存档备份，存于） – BFI Shakespeare on Screen
- Measure for Measure feature film, on IMDB （页面存档备份，存于）
- Measure for Measure Comic *的存檔，存档日期10 August 2014. – a parody webcomic adaptation of the play
- Sparknotes – Measure For Measure （页面存档备份，存于） – Sparknotes' interpretation of key themes, scenes and characters
- Crossref-it.info – Measure For Measure
- 的存檔，存档日期3 November 2013. – Synopsis, key themes, characters, literary and cultural background